# Aleksandra Koburg
Aleksandra Ludwika Olga Wiktoria Koburg, ang. Alexandra Louise Olga Victoria of Saxe-Coburg and Gotha, niem. Alexandra Louise Olga Victoria von Sachsen-Coburg und Gotha (ur. 1 września 1878 w Coburgu, zm. 16 kwietnia 1942 w Schwäbisch Hall) – brytyjska i niemiecka arystokratka, członkini brytyjskiej rodziny królewskiej jako księżniczka Edynburga, księżniczka Saksonii-Koburga-Gothy, w 1913–1919 księżna Hohenlohe-Langenburga jako żona Ernesta II.

## Życie

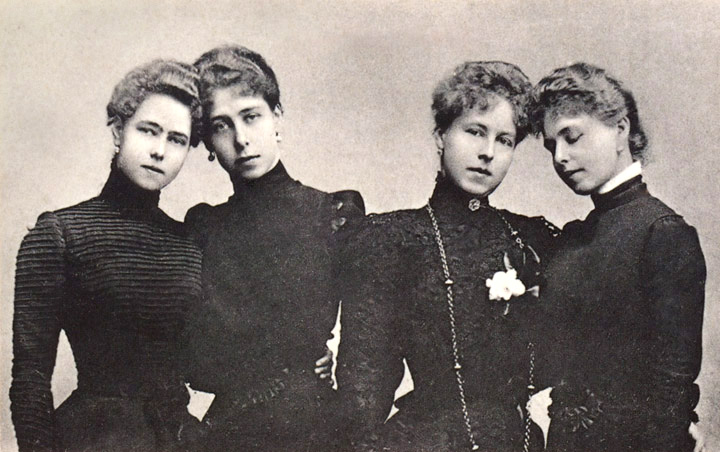
Księżniczka Aleksandra z siostrami, od lewej: księżniczka Beatrycze, wielka księżna Wiktoria Melita Romanowa, Aleksandra i królowa Rumunii, Maria

Ojcem księżniczki Aleksandry był Alfred, książę Edynburga, drugi syn brytyjskiej królowej Wiktorii i księcia Alberta. Jej matką była wielka księżna Maria Romanowa, córka Aleksandra II, cara Rosji i carowej Marii Aleksandrownej.
W 1893, jej wuj Ernest II, książę Saksonii-Coburga-Gothy (brat dziadka Aleksandry, Alberta), zmarł bezpotomnie. Ponieważ książę Albert zmarł, a inny wuj, Edward VII, ówczesny książę Walii, zrzekł się praw do książęcego tronu Saksonii-Coburga-Gothy, tytuł księcia powędrował do ojca Aleksandry, księcia Edynburga. W ten sposób Aleksandra została zarówno brytyjską księżniczką, jak i księżniczką Saksonii-Coburga-Gothy.

### Małżeństwo
20 kwietnia 1896 roku w Koburgu, Niemcy, księżniczka Aleksandra wyszła za mąż za Ernesta Wilhelma Fryderyka Karola Maksymiliana, księcia Hohenlohe-Langenburga (1863–1950). Para miała piątkę dzieci:
- książę Gotfryd Hermann (1897–1960) ⚭ Małgorzata Glücksburg (1905–1981), córka Andrzeja i Alicji Battenberg[1];
- księżniczka Maria-Melita (1899–1967);
- księżniczka Aleksandra Beatrycze (1901–1963);
- księżniczka Irma Helena (1902–1986);
- książę Alfred (1911–1911),

## Dalsze życie
Nazywana przez rodzinę Sandrą, Aleksandra mieszkała przez resztę swojego życia w Niemczech. 1 maja 1937 roku wstąpiła do partii nazistowskiej. Zmarła w Schwäbisch Hall, Badenia-Wirtembergia, w Niemczech w 1942 roku.

## Tytulatura
- Jej Królewska Wysokość Księżniczka Edynburga i Wielkiej Brytanii i Irlandii Aleksandra (1878–1893)
- Jej Królewska Wysokość Księżniczka Saksonii-Coburga-Gothy Aleksandra (1893–1896)
- Jej Królewska Wysokość Księżna Hohenlohe-Langenburg Aleksandra (1896–1942)

## Odznaczenia
- Order Wiktorii i Alberta
- Order koronny Indii